# Chợ đêm Suan Lum

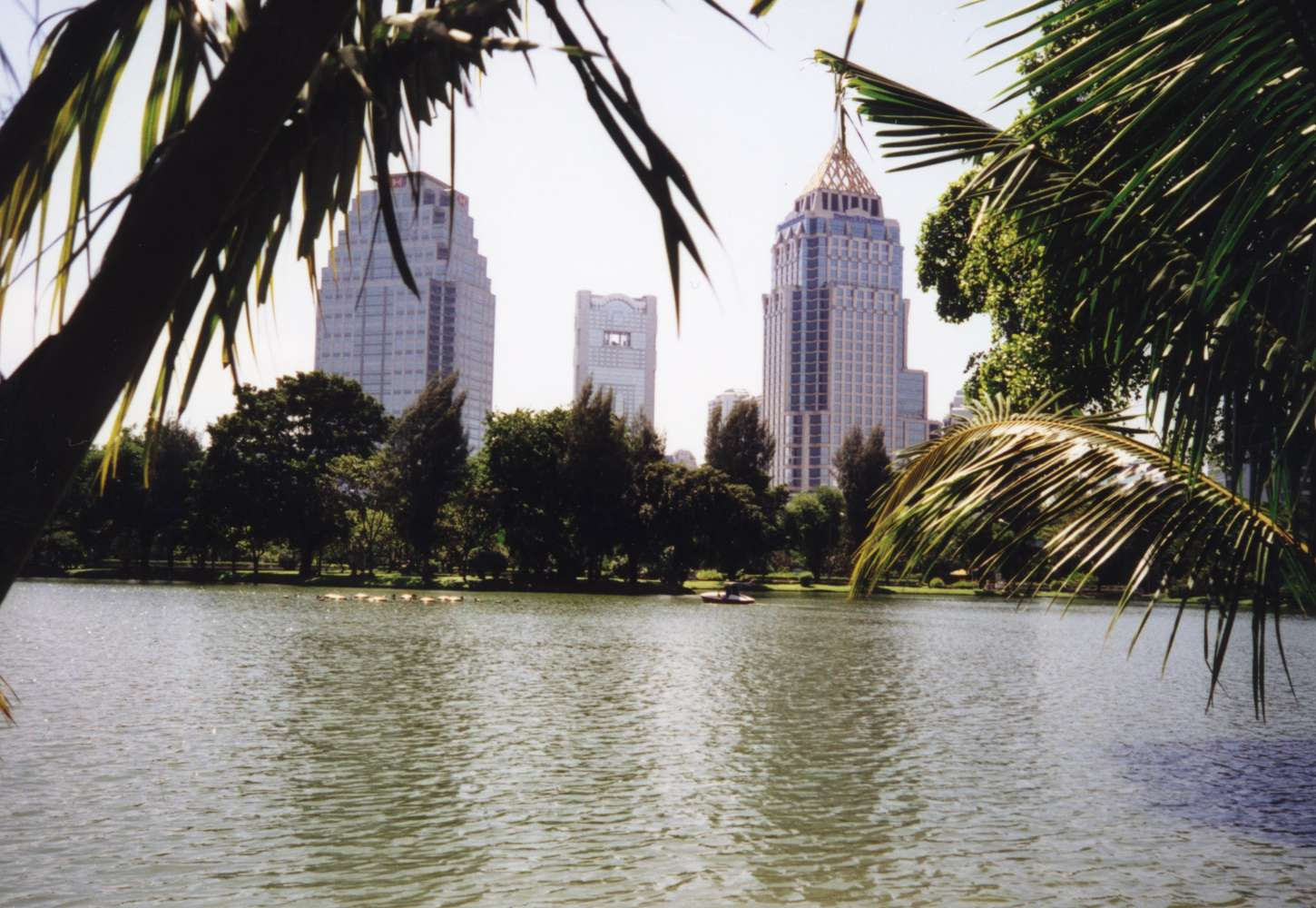
Chợ đối diện công viên Lumphini

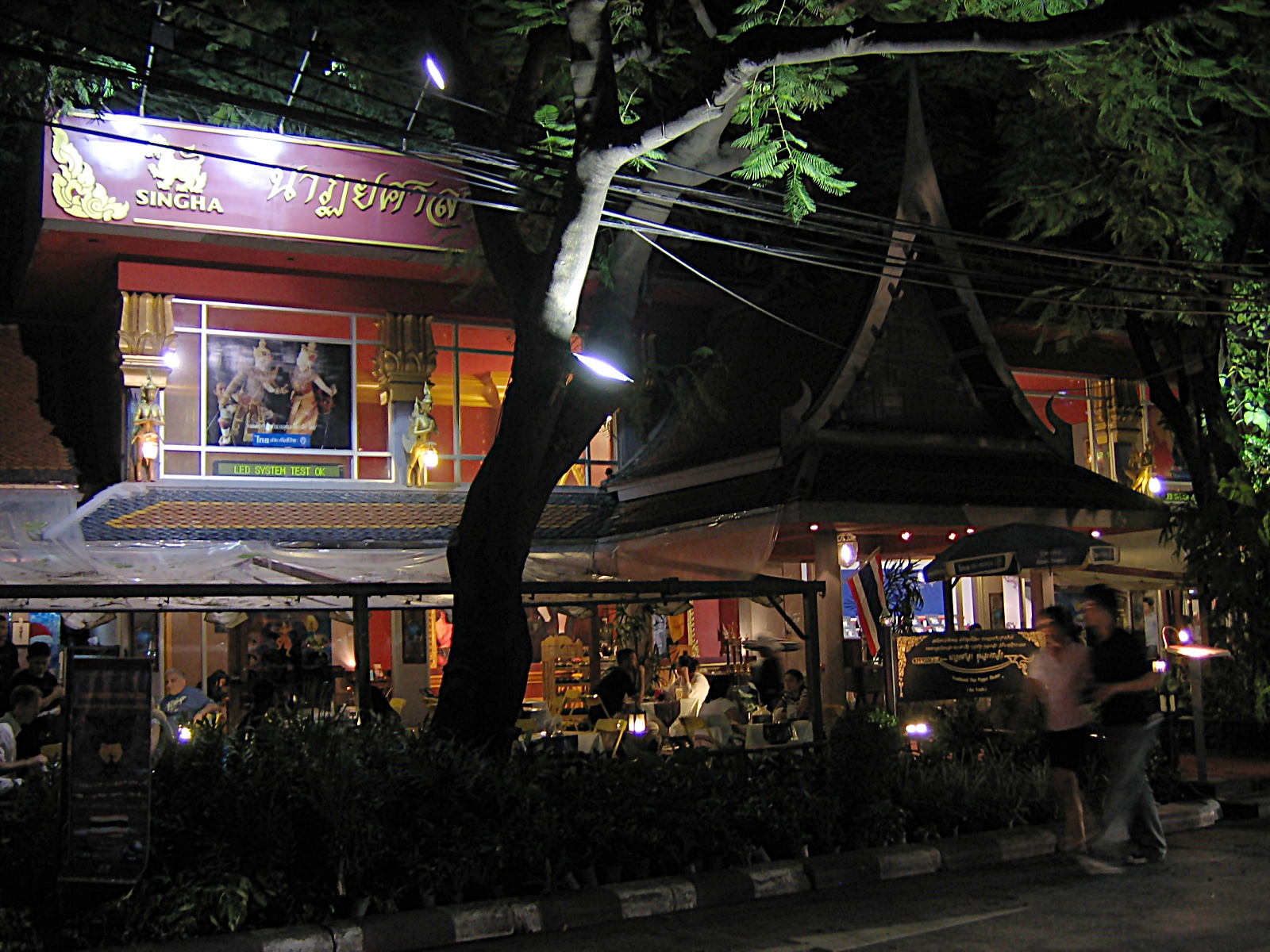
Nhà hát lớn - nơi trình diễn múa bóng và Riêm kê

Chợ đêm Sủn Lùm(Sủn Lùm  Tà-lạt)  là một chợ lớn ở Bangkok nằm ở quận Pathum Wan, nằm giữa giao điểm của đường Rama IV và đường Sathorn, đối diện với công viên Lumphini gần ga tàu điện ngầm Lumphini.  Chợ nằm trên diện tích của công ty bất động sản Crown, và phần lớn diện tích tham gia của các tiểu thương đều thuê mướn lại. Chợ chính thức mở cửa vào năm 2001. Vì khu vực có nhiều khu vườn nhỏ cùng với những khu vực giải trí nên chợ còn gọi là "Chợ nhóm vườn".

## Mô tả
Chợ mở cửa từ 5h sáng đến nửa đêm, với một số cửa hàng mở cửa cho đến ngày hôm sau.
Mặt hàng của chợ khá đa dạng, bao gồm: quà tặng, quần áo, trang sức, trái cây, đĩa CD và các sản phẩm thủ công mỹ nghệ.
Tại đây có nhiều quán ăn sang trọng bán thức ăn rất đa dạng cùng với nhiều khu vực vui chơi giải trí. Hầu hết các sự kiện văn hóa lớn cũng được tổ chức tại đây.
Trong tương lai, chợ được đầu tư xây dựng thành các cao ốc văn phòng cho thuê, khu vui chơi giải trí phức hợp.